# The Compleat Beatles
The Compleat Beatles (с англ. — «Полная история The Beatles») — документальный фильм продолжительностью 2 часа, выпущенный 28 мая 1982 года, рассказывающий об истории группы The Beatles. До того как, начиная с 1996 года, он был потеснён более длительным и более глубоким документальным сериалом Антология The Beatles, The Compleat Beatles долгие годы рассматривался как наиболее полный документальный фильм о биографии The Beatles.
Сопровождаемый авторским текстом, который зачитывает знаменитый актёр Малкольм Макдауэлл, фильм включает в себя многочисленные интервью с людьми, близкими к The Beatles в разные периоды их деятельности, в число которых входят, к примеру продюсер Джордж Мартин, первый менеджер группы Аллан Уильямс, диджей ливерпульского клуба «Cavern» Боб Вулер, музыкальный критик Билл Харри, музыканты Джерри Марсден, Билли Дж. Крамер, Марианна Фейтфулл, Билли Престон, Тони Шеридан. В фильм также включены архивные съёмки интервью с членами The Beatles и их менеджером Брайаном Эпстайном. В фильм включены ранние съёмки выступлений группы на концертах, съёмки, показывающие процесс работы группы над созданием альбомов, а также откровенные съёмки их часто одержимых, истерических поклонников.
Фильм был создан под руководством режиссёра Патрика Монтгомери, спродюсирован Delilah Films/Electronic Arts Pictures и выпущен кинокомпанией Metro-Goldwyn-Mayer/United Artists.
На русский язык название фильма иногда переводилось как "Великолепная четвёрка".